# Perfezione di Cristo

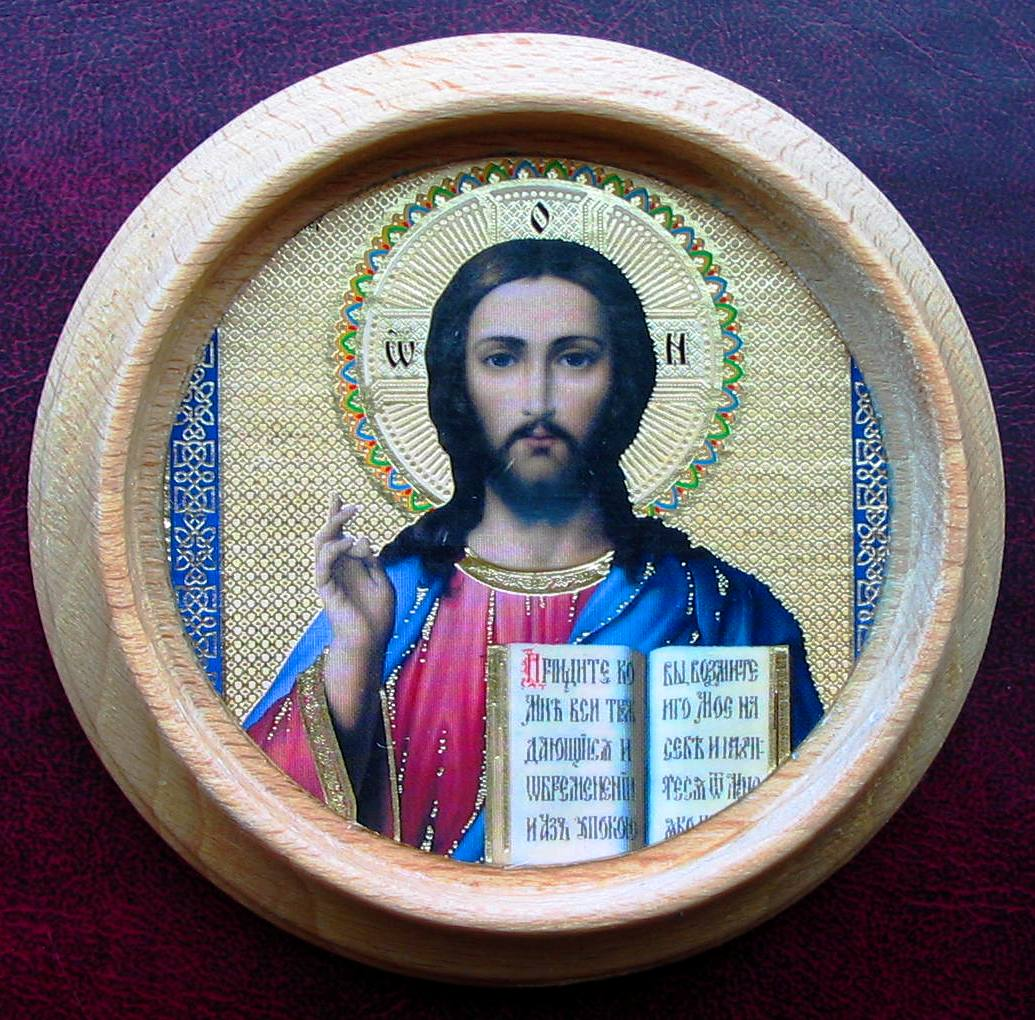
Icona ucraina di Cristo Pantocratore

La perfezione di Cristo è un principio della cristologia che asserisce che gli attributi umani di Gesù Cristo esemplificano la perfezione in ogni senso possibile.

## Prospettive
La prospettiva dell'Apostolo Paolo su Cristo quale "uomo perfetto", lo considera come il "secondo Adamo" che ha rigenerato la vita, mentre a causa del "primo" Adamo il peccato è entrato nel mondo, "e per mezzo del peccato la morte, e così la morte è passata su tutti gli uomini, perché tutti hanno peccato" (Romani 5:12; cfr. 1 Corinzi 15:22)
Nel cristianesimo del II secolo, Ireneo di Lione basò il suo concetto della perfezione di Cristo sul Vangelo di Giovanni (ma anche sugli altri Vangeli Sinottici), piuttosto che sulle Lettere di Paolo. Per Ireneo la perfezione di Cristo si origina dal suo essere "Il Verbo", cioè il Logos che preesiste come Cristo in forma perfetta, incontaminata dal peccato: poiché è il primo, egli ottiene la perfezione.
Nel III secolo, Tertulliano enfatizzò la perfezione di Cristo come conseguenza basilare dell'Incarnazione del Logos in Cristo. Secondo Tertulliano, asserire che si possa aggiungere qualcosa a Cristo per migliorarlo è come negare i Vangeli.
Uno dei punti principali degli studi cristologici sviluppati nel Medioevo sulla conoscenza di Cristo fu la sua perfezione, fondandosi sul passo di Giovanni 1:14 che afferma "pieno di grazia e di verità". Nel XIII secolo, la perfezione di Cristo fu oggetto di un'analisi dettagliata da parte di Tommaso d'Aquino nella sua opera Summa Theologiae.
Giovanni Calvino considerava la perfezione di Cristo quale fonte di grazia che copriva le imperfezioni del  peccato negli altri.